# Theodor Botă
Theodor Constantin Botă (* 24. Mai 1997 in Râmnicu Vâlcea) ist ein rumänischer Fußballspieler. Er wird meist als Mittelstürmer eingesetzt und steht beim rumänischen Erstligisten FCSB Bukarest (bis Ende März 2017 Steaua Bukarest) unter Vertrag.

## Karriere
Zur Saison 2016/17 stieg er aus der A-Jugend von Steaua Bukarest (ab April 2017 FCSB Bukarest) in die erste Mannschaft des Vereins auf. Sein Debüt in der Liga 1, der höchsten rumänischen Liga, gab er am 31. August 2016 unter Trainer Laurențiu Reghecampf. Beim 1:1 gegen CSMS Iași stand er in der Startelf und wurde zur Pause ausgewechselt.